# Liga Europa da UEFA de 2015–16 – Fase de Grupos
A Fase de Grupos da Liga Europa da UEFA de 2015–16 foi disputada entre 17 de setembro até 10 de dezembro de 2015. Um total de 48 equipes competiram nesta fase. Os vencedores e segundo-lugares de cada grupo avançaram a fase final.

## Sorteio
O sorteio para a fase de grupos será realizado em Mônaco em 28 de agosto de 2015. A 48 equipes estão distribuídas em quatro potes com base em seus coeficientes. Eles são distribuídos em doze grupos de quatro, com a restrição que as equipes do mesmo país não podem ser tiradas uns contra os outros.
| Pote 1              | Coef.   |
| ------------------- | ------- |
| Schalke 04          | 111.883 |
| Borussia Dortmund   | 99.883  |
| Basel               | 84.875  |
| Napoli              | 84.102  |
| Tottenham Hotspur   | 84.078  |
| Ajax                | 66.195  |
| Villarreal          | 58.999  |
| Rubin Kazan         | 57.099  |
| Athletic Bilbao     | 56.999  |
| Sporting            | 56.276  |
| Olympique Marseille | 55.483  |
| Dnipro              | 52.033  |

| Pote 2                 | Coef.  |
| ---------------------- | ------ |
| Braga                  | 51.776 |
| Fiorentina             | 49.102 |
| Società Sportiva Lazio | 49.102 |
| Anderlecht             | 47.440 |
| Liverpool              | 47.078 |
| AZ Alkmaar             | 46.695 |
| Viktoria Plzeň         | 41.825 |
| Club Brugge            | 41.440 |
| PAOK FC                | 40.880 |
| Celtic                 | 39.080 |
| Beşiktaş               | 36.520 |
| APOEL                  | 35.460 |

| Pote 3           | Coef.  |
| ---------------- | ------ |
| AS Monaco        | 31.483 |
| Sparta Praga     | 30.825 |
| Fenerbahçe       | 30.020 |
| Legia Warszawa   | 24.800 |
| Bordeaux         | 24.483 |
| Lokomotiv Moscou | 23.099 |
| Lech Poznań      | 17.300 |
| Saint-Étienne    | 16.983 |
| Slovan Liberec   | 16.325 |
| Augsburg         | 15.883 |
| Rapid Wien       | 15.635 |
| Krasnodar        | 15.099 |

| Pote 4           | Coef.  |
| ---------------- | ------ |
| Partizan         | 14.775 |
| Asteras Tripolis | 13.380 |
| Belenenses       | 12.276 |
| Rosenborg        | 11.875 |
| Qarabağ          | 11.500 |
| Molde            | 10.375 |
| Dinamo Minsk     | 9.650  |
| FC Groningen     | 8.695  |
| Sion             | 8.375  |
| Midtjylland      | 7.960  |
| Skënderbeu Korçë | 5.575  |
| Gabala FC        | 2.750  |

## Critérios de desempate
Se duas ou mais equipes terminarem iguais em pontos no final dos jogos do grupo, os seguintes critérios serão aplicados para determinar o ranking (em ordem decrescente):
1. maior número de pontos obtidos nos jogos entre as equipes em questão;
2. saldo de gols superior dos jogos disputados entre as equipes em questão;
3. maior número de gols marcados nos jogos disputados entre as equipes em questão;
4. maior número de gols marcados fora de casa nos jogos disputados entre as equipes em questão;
5. se, após a aplicação dos critérios de 1) a 4) para várias equipes, duas equipes ainda têm um ranking igual, os critérios de 1) a 4) serão reaplicados para determinar o ranking destas equipes. Se esse procedimento não conduzir a uma decisão, os critérios de 6) a 12) são aplicáveis;
6. saldo de gols de todos os jogos disputados no grupo;
7. maior número de gols marcados em todos os jogos disputados no grupo;
8. maior número de gols marcados fora de casa em todos os jogos disputados no grupo;
9. maior número de vitórias em todos os jogos disputados no grupo;
10. maior número de vitórias fora de casa em todos os jogos disputados no grupo;
11. pontos disciplinares menores total com base apenas em cartões amarelos e vermelhos recebidos em todos os jogos disputados no grupo (cartão vermelho = 3 pontos, cartão amarelo = 1 ponto, a expulsão de dois cartões amarelos em um jogo = 3 pontos);
12. maior coeficiente de clubes.

## Grupos
Os vencedores dos grupos e os segundos classificados antecipadamente para a fase de 16-avos, onde eles se juntarão os oito terceiros classificados da fase de grupos da Liga dos Campeões da UEFA de 2015–16.
| Legenda                                 |
| Equipes classificadas para a fase final |
| Equipes eliminadas                      |

### Grupo A
| Pos. | Seleção    | Pts | J | V | E | D | GP | GC | SG |
| ---- | ---------- | --- | - | - | - | - | -- | -- | -- |
| 1    | Molde      | 11  | 6 | 3 | 2 | 1 | 10 | 7  | +3 |
| 2    | Fenerbahçe | 9   | 6 | 2 | 3 | 1 | 7  | 6  | +1 |
| 3    | Ajax       | 7   | 6 | 1 | 4 | 1 | 6  | 6  | +0 |
| 4    | Celtic     | 3   | 6 | 0 | 3 | 3 | 8  | 12 | –4 |

|            | AJA | CEL | FER | MOL |
| ---------- | --- | --- | --- | --- |
| Ajax       | –   | 2–2 | 0–0 | 1–1 |
| Celtic     | 1–2 | –   | 2–2 | 1–2 |
| Fenerbahçe | 1–0 | 1–1 | –   | 1–3 |
| Molde      | 1–1 | 3–1 | 0–2 | –   |

| 17 de setembro de 2015 | Fenerbahçe | 1 - 3     | Molde                                             | Estádio Şükrü Saraçoğlu, Istambul           |
| 19:00                  | Nani 42'   | Relatório | Høiland 36' (pen.) · Elyounoussi 53' · Linnes 65' | Público: 31 209 Árbitro: FRA Benoît Bastien |

| 17 de setembro de 2015 | Ajax                     | 2 - 2     | Celtic                 | Amsterdam Arena, Amsterdã               |
| 19:00                  | Fischer 25' · Schöne 84' | Relatório | Bitton 8' · Lustig 42' | Público: 47 455 Árbitro: ITA Luca Banti |

| 1 de outubro de 2015 | Celtic                      | 2 - 2     | Fenerbahçe         | Celtic Park, Glasgow                     |
| 21:05                | Griffiths 28' · Commons 32' | Relatório | Fernandão 43', 48' | Público: 41 330 Árbitro: DIN Kenn Hansen |

| 1 de outubro de 2015 | Molde        | 1 - 1     | Ajax        | Aker Stadion, Molde                          |
| 21:05                | E. Hestad 8' | Relatório | Fischer 19' | Público: 7 890 Árbitro: POL Paweł Raczkowski |

| 22 de outubro de 2015 | Molde                                     | 3 - 1     | Celtic      | Aker Stadion, Molde                              |
| 21:05                 | Kamara 11' · Forren 18' · Elyounoussi 56' | Relatório | Commons 55' | Público: 9 166 Árbitro: RUS Vladislav Bezborodov |

| 22 de outubro de 2015 | Fenerbahçe    | 1 - 0     | Ajax | Estádio Şükrü Saraçoğlu, Istambul                     |
| 21:05                 | Fernandão 89' | Relatório |      | Público: 35 292 Árbitro: ESP David Fernández Borbalán |

| 5 de novembro de 2015 | Celtic      | 1 - 2     | Molde                           | Celtic Park, Glasgow                       |
| 19:00                 | Commons 26' | Relatório | Elyounoussi 21' · D. Hestad 37' | Público: 37 071 Árbitro: ESL Slavko Vinčić |

| 5 de novembro de 2015 | Ajax | 0 - 0     | Fenerbahçe | Amsterdam Arena, Amsterdã                |
| 19:00                 |      | Relatório |            | Público: 48 990 Árbitro: ISR Liran Liany |

| 26 de novembro de 2015 | Molde | 0 - 2     | Fenerbahçe                | Aker Stadion, Molde                          |
| 21:05                  |       | Relatório | Fernandão 68' · Tufan 84' | Público: 8 235 Árbitro: CZE Miroslav Zelinka |

| 26 de novembro de 2015 | Celtic      | 1 - 2     | Ajax                  | Celtic Park, Glasgow                      |
| 21:05                  | McGregor 4' | Relatório | Milik 22' · Černý 88' | Público: 44 118 Árbitro: GER Felix Zwayer |

| 10 de dezembro de 2015 | Fenerbahçe   | 1 - 1     | Celtic      | Estádio Şükrü Saraçoğlu, Istambul           |
| 19:00                  | Marković 39' | Relatório | Commons 75' | Público: 35 372 Árbitro: BEL Serge Gumienny |

| 10 de dezembro de 2015 | Ajax        | 1 - 1     | Molde     | Amsterdam Arena, Amsterdã                     |
| 19:00                  | Van de Beek | Relatório | Singh 29' | Público: 48 041 Árbitro: UKR Yevhen Aranovsky |

### Grupo B
| Pos. | Seleção     | Pts | J | V | E | D | GP | GC | SG |
| ---- | ----------- | --- | - | - | - | - | -- | -- | -- |
| 1    | Liverpool   | 10  | 6 | 2 | 4 | 0 | 6  | 4  | +2 |
| 2    | Sion        | 9   | 6 | 2 | 3 | 1 | 5  | 5  | +0 |
| 3    | Rubin Kazan | 6   | 6 | 1 | 3 | 2 | 6  | 6  | +0 |
| 4    | Bordeaux    | 4   | 6 | 0 | 4 | 2 | 5  | 7  | –2 |

|             | RUB | LIV | BOR | SIO |
| ----------- | --- | --- | --- | --- |
| Rubin Kazan | –   | 0–1 | 0–0 | 2–0 |
| Liverpool   | 1–1 | –   | 2–1 | 1–1 |
| Bordeaux    | 2–2 | 1–1 | –   | 0–1 |
| Sion        | 2–1 | 0–0 | 1–1 | –   |

| 17 de setembro de 2015 | Bordeaux   | 1 - 1     | Liverpool   | Nouveau Stade de Bordeaux, Bordéus                    |
| 19:00                  | Jussiê 81' | Relatório | Lallana 65' | Público: 35 328 Árbitro: ESP Alberto Undiano Mallenco |

| 17 de setembro de 2015 | Sion            | 2 - 1     | Rubin Kazan    | Stade Tourbillon, Sion                     |
| 19:00                  | Konaté 11', 82' | Relatório | Kanunnikov 65' | Público: 7 000 Árbitro: SWE Andreas Ekberg |

| 1 de outubro de 2015 | Rubin Kazan | 0 - 0     | Bordeaux | Estádio Central de Cazã, Cazã                  |
| 21:05                |             | Relatório |          | Público: 17 642 Árbitro: LIT Gediminas Mažeika |

| 1 de outubro de 2015 | Liverpool  | 1 - 1     | Sion         | Anfield, Liverpool                         |
| 21:05                | Lallana 4' | Relatório | Assifuah 18' | Público: 37 252 Árbitro: SLO Slavko Vinčić |

| 22 de outubro de 2015 | Liverpool | 1 - 1     | Rubin Kazan | Anfield, Liverpool                                |
| 21:05                 | Can 37'   | Relatório | Dević 15'   | Público: 42 951 Árbitro: AUT Robert Schörgenhofer |

| 22 de outubro de 2015 | Bordeaux | 0 - 1     | Sion            | Nouveau Stade de Bordeaux, Bordéus              |
| 21:05                 |          | Relatório | Léo Lacroix 21' | Público: 18 318 Árbitro: MKD Aleksandar Stavrev |

| 5 de novembro de 2015 | Rubin Kazan | 0 - 1     | Liverpool | Kazan Arena, Cazã                       |
| 19:00                 |             | Relatório | Ibe 52'   | Público: 41 585 Árbitro: NED Kevin Blom |

| 5 de novembro de 2015 | Sion                  | 1 - 1     | Bordeaux | Stade Tourbillon, Sion                    |
| 19:00                 | Chantôme 90+4' (o.g.) | Relatório | Touré    | Público: 9 000 Árbitro: SLO Ivan Kružliak |

| 26 de novembro de 2015 | Rubin Kazan              | 2 - 0     | Sion | Kazan Arena, Cazã                          |
| 17:00                  | Georgiev 72' · Dević 90' | Relatório |      | Público: 15 116 Árbitro: TUR Halis Özkahya |

| 26 de novembro de 2015 | Liverpool                         | 2 - 1     | Bordeaux   | Anfield, Liverpool                      |
| 21:05                  | Milner 38' (pen.) · Benteke 45+1' | Relatório | Saivet 33' | Público: 42 525 Árbitro: ISR Alon Yefet |

| 10 de dezembro de 2015 | Bordeaux                | 2 - 2     | Rubin Kazan                  | Nouveau Stade de Bordeaux, Bordéus       |
| 19:00                  | Laborde 58' · Rolán 63' | Relatório | Kanunnikov 31' · Ustinov 76' | Público: 13 640 Árbitro: ESC John Beaton |

| 10 de dezembro de 2015 | Sion | 0 - 0     | Liverpool | Stade Tourbillon, Sion                           |
| 19:00                  |      | Relatório |           | Público: 10 000 Árbitro: GRE Michael Koukoulakis |

### Grupo C
| Pos. | Seleção           | Pts | J | V | E | D | GP | GC | SG  |
| ---- | ----------------- | --- | - | - | - | - | -- | -- | --- |
| 1    | Krasnodar         | 13  | 6 | 4 | 1 | 1 | 9  | 4  | +5  |
| 2    | Borussia Dortmund | 10  | 6 | 3 | 1 | 2 | 10 | 5  | +5  |
| 3    | PAOK              | 7   | 6 | 1 | 4 | 1 | 3  | 3  | +0  |
| 4    | Gabala            | 2   | 6 | 0 | 2 | 4 | 2  | 12 | –10 |

|                   | BDO | PAO | KRA | GAB |
| ----------------- | --- | --- | --- | --- |
| Borussia Dortmund | –   | 0–1 | 2–1 | 4–0 |
| PAOK              | 1–1 | –   | 0–0 | 0–0 |
| Krasnodar         | 1–0 | 2–1 | –   | 2–1 |
| Gabala            | 1–3 | 0–0 | 0–3 | –   |

| 17 de setembro de 2015 | Gabala | 0 - 0     | PAOK | Bakcell Arena, Baku                                  |
| 19:00                  |        | Relatório |      | Público: 7 500 Árbitro: ESP Javier Estrada Fernández |

| 17 de setembro de 2015 | Borussia Dortmund                | 2 - 1     | Krasnodar   | Signal Iduna Park, Dortmund              |
| 19:00                  | Ginter 45+1' · Park Joo-ho 90+3' | Relatório | Mamayev 12' | Público: 55 200 Árbitro: ISR Liran Liany |

| 1 de outubro de 2015 | Krasnodar                | 2 - 1     | Gabala   | Estádio Kuban, Krasnodar                  |
| 21:05                | Anderson 8' · Smolov 84' | Relatório | Dodô 51' | Público: 8 901 Árbitro: POL Marcin Borski |

| 1 de outubro de 2015 | PAOK    | 1 - 1     | Borussia Dortmund | Estádio Toumba, Salonica                    |
| 21:05                | Mak 34' | Relatório | Castro 72'        | Público: 25 663 Árbitro: ING Anthony Taylor |

| 22 de outubro de 2015 | Gabala     | 1 - 3     | Borussia Dortmund        | Bakcell Arena, Baku                     |
| 17:00                 | Dodô 90+3' | Relatório | Aubameyang 31', 38', 72' | Público: 10 500 Árbitro: CRO Ivan Bebek |

| 22 de outubro de 2015 | PAOK | 0 - 0     | Krasnodar | Estádio Toumba, Salonica                   |
| 21:05                 |      | Relatório |           | Público: 9 325 Árbitro: SWE Andreas Ekberg |

| 5 de novembro de 2015 | Krasnodar                      | 2 - 1     | PAOK      | Estádio Kuban, Krasnodar                   |
| 19:00                 | Ari 33' · Joãozinho 67' (pen.) | Relatório | Mak 90+1' | Público: 15 550 Árbitro: IRL Arnold Hunter |

| 5 de novembro de 2015 | Borussia Dortmund                                              | 4 - 0     | Gabala | Signal Iduna Park, Dortmund                       |
| 19:00                 | Reus 28' · Aubameyang 45' · Zenjov 67' (o.g.) · Mkhitaryan 70' | Relatório |        | Público: 57 000 Árbitro: BEL Sébastien Delferière |

| 26 de novembro de 2015 | Krasnodar         | 1 - 0     | Borussia Dortmund | Estádio Kuban, Krasnodar                      |
| 17:00                  | Mamayev 2' (pen.) | Relatório |                   | Público: 30 150 Árbitro: NED Serdar Gözübüyük |

| 26 de novembro de 2015 | PAOK | 0 - 0     | Gabala | Estádio Toumba, Salonica                 |
| 21:05                  |      | Relatório |        | Público: 6 131 Árbitro: DIN Jakob Kehlet |

| 10 de dezembro de 2015 | Gabala | 0 - 3     | Krasnodar                                   | Bakcell Arena, Baku                       |
| 19:00                  |        | Relatório | Sigurðsson 26' · Pereyra 41' · Anderson 76' | Público: 3 000 Árbitro: ROM István Kovács |

| 10 de dezembro de 2015 | Borussia Dortmund | 0 - 1     | PAOK    | Signal Iduna Park, Dortmund                     |
| 19:00                  |                   | Relatório | Mak 33' | Público: 55 200 Árbitro: FIN Mattias Gestranius |

### Grupo D
| Pos. | Seleção        | Pts | J | V | E | D | GP | GC | SG  |
| ---- | -------------- | --- | - | - | - | - | -- | -- | --- |
| 1    | Napoli         | 18  | 6 | 6 | 0 | 0 | 22 | 3  | +19 |
| 2    | Midtjylland    | 7   | 6 | 2 | 1 | 3 | 6  | 12 | –6  |
| 3    | Brugge         | 5   | 6 | 1 | 2 | 3 | 4  | 11 | –7  |
| 4    | Légia Varsóvia | 4   | 6 | 1 | 1 | 4 | 4  | 10 | –6  |

|                | NAP | BRU | LEG | MID |
| -------------- | --- | --- | --- | --- |
| Napoli         | –   | 5–0 | 5–2 | 5–0 |
| Brugge         | 0–1 | –   | 1–0 | 1–3 |
| Légia Varsóvia | 0–2 | 1–1 | –   | 1–0 |
| Midtjylland    | 1–4 | 1–1 | 1–0 | –   |

| 17 de setembro de 2015 | Midtjylland | 1 - 0     | Légia Varsóvia | MCH Arena, Herning                        |
| 19:00                  | Rasmussen   | Relatório |                | Público: 6 798 Árbitro: TUR Hüseyin Göçek |

| 17 de setembro de 2015 | Napoli                                           | 5 - 0     | Brugge | Estádio San Paolo, Nápoles              |
| 19:00                  | Callejón 5', 77' · Mertens 19', 25' · Hamšík 53' | Relatório |        | Público: 13 043 Árbitro: HUN István Vad |

| 1 de outubro de 2015 | Brugge      | 1 - 3     | Midtjylland                         | Estádio Jan Breydel, Bruges                |
| 21:05                | Meunier 79' | Relatório | Sisto 51' · Onuachu 67' · Novák 74' | Público: 14 126 Árbitro: ESC Steven McLean |

| 1 de outubro de 2015 | Légia Varsóvia | 0 - 2     | Napoli                    | Estádio Polish Army, Varsóvia                    |
| 21:05                |                | Relatório | Mertens 53' · Higuaín 84' | Público: 26 357 Árbitro: GRE Michael Koukoulakis |

| 22 de outubro de 2015 | Légia Varsóvia | 1 - 1     | Brugge      | Estádio Polish Army, Varsóvia               |
| 21:05                 | Kucharczyk 51' | Relatório | De fauw 39' | Público: 16 320 Árbitro: AUT Harald Lechner |

| 22 de outubro de 2015 | Midtjylland | 1 - 4     | Napoli                                             | MCH Arena, Herning                           |
| 21:05                 | Pušić 43'   | Relatório | Callejón 19' · Gabbiadini 31', 40' · Higuaín 90+4' | Público: 9 210 Árbitro: NED Serdar Gözübüyük |

| 5 de novembro de 2015 | Brugge      | 1 - 0     | Légia Varsóvia | Estádio Jan Breydel, Bruges                   |
| 19:00                 | Meunier 38' | Relatório |                | Público: 16 349 Árbitro: CRO Marijo Strahonja |

| 5 de novembro de 2015 | Napoli                                                            | 5 - 0     | Midtjylland | Estádio San Paolo, Nápoles                  |
| 19:00                 | El Kaddouri 13' · Gabbiadini 23', 38' · Maggio 54' · Callejón 77' | Relatório |             | Público: 18 475 Árbitro: FRA Benoît Bastien |

| 26 de novembro de 2015 | Légia Varsóvia | 1 - 0     | Midtjylland | Estádio Polish Army, Varsóvia              |
| 21:05                  | Prijović       | Relatório |             | Público: 9 468 Árbitro: ING Andre Marriner |

| 26 de novembro de 2015 | Brugge | 0 - 1     | Napoli        | Estádio Jan Breydel, Bruges            |
| 21:05                  |        | Relatório | Chiricheș 41' | Público: 180 Árbitro: ROM Marius Avram |

| 10 de dezembro de 2015 | Midtjylland | 1 - 1     | Brugge     | MCH Arena, Herning                                   |
| 19:00                  | Sisto 27'   | Relatório | Vossen 68' | Público: 8 624 Árbitro: ESP Javier Estrada Fernández |

| 10 de dezembro de 2015 | Napoli                                                         | 5 - 2     | Légia Varsóvia               | Estádio San Paolo, Nápoles                     |
| 19:00                  | Chalobah 32' · Insigne 39' · Callejón 57' · Mertens 65', 90+1' | Relatório | Vranješ 62' · Prijović 90+2' | Público: 7 922 Árbitro: MKD Aleksandar Stavrev |

### Grupo E
| Pos. | Seleção        | Pts | J | V | E | D | GP | GC | SG |
| ---- | -------------- | --- | - | - | - | - | -- | -- | -- |
| 1    | Rapid Viena    | 15  | 6 | 5 | 0 | 1 | 10 | 6  | +4 |
| 2    | Villarreal     | 13  | 6 | 4 | 1 | 1 | 12 | 6  | +6 |
| 3    | Viktoria Plzeň | 4   | 6 | 1 | 1 | 4 | 8  | 10 | –2 |
| 4    | Dinamo Minsk   | 3   | 6 | 1 | 0 | 5 | 3  | 11 | –8 |

|                | VIL | VIK | RAP | DIN |
| -------------- | --- | --- | --- | --- |
| Villarreal     | –   | 1–0 | 1–0 | 4–0 |
| Viktoria Plzeň | 3–3 | –   | 1–2 | 2–0 |
| Rapid Viena    | 2–1 | 3–2 | –   | 2–1 |
| Dinamo Minsk   | 1–2 | 1–0 | 0–1 | –   |

| 17 de setembro de 2015 | Rapid Viena                     | 2 - 1     | Villarreal        | Ernst-Happel-Stadion, Viena                     |
| 19:00                  | Schwab 50' · Hofmann 53' (pen.) | Relatório | Léo Baptistão 45' | Público: 36 200 Árbitro: SWE Stefan Johannesson |

| 17 de setembro de 2015 | Viktoria Plzeň            | 2 - 0     | Dinamo Minsk | Doosan Arena, Plzeň                       |
| 19:00                  | Hořava 36' · Petržela 75' | Relatório |              | Público: 10 784 Árbitro: ROM Marius Avram |

| 1 de outubro de 2015 | Dinamo Minsk | 0 - 1     | Rapid Viena | Borisov Arena, Barysaw                   |
| 21:05                |              | Relatório | Hofmann 54' | Público: 4 553 Árbitro: DIN Jakob Kehlet |

| 1 de outubro de 2015 | Villarreal        | 1 - 0     | Viktoria Plzeň | El Madrigal, Villarreal                       |
| 21:05                | Léo Baptistão 54' | Relatório |                | Público: 17 481 Árbitro: NED Serdar Gözübüyük |

| 22 de outubro de 2015 | Villarreal                                  | 4 - 0     | Dinamo Minsk | El Madrigal, Villarreal                   |
| 21:05                 | Bakambu 17', 32' · Soldado 61' · Bailly 71' | Relatório |              | Público: 14 025 Árbitro: UKR Serhiy Boyko |

| 22 de outubro de 2015 | Rapid Viena                           | 3 - 2     | Viktoria Plzeň            | Ernst-Happel-Stadion, Viena               |
| 21:05                 | Hofmann 34' · Schaub 52' · Petsos 68' | Relatório | Ďuriš 12' · Hrošovský 76' | Público: 39 400 Árbitro: ING Craig Pawson |

| 5 de novembro de 2015 | Dinamo Minsk | 1 - 2     | Villarreal                                  | Borisov Arena, Barysaw                  |
| 19:00                 | Vitus 69'    | Relatório | Soldado 72' (pen.) · Palitsevich 86' (o.g.) | Público: 4 959 Árbitro: ESC John Beaton |

| 5 de novembro de 2015 | Viktoria Plzeň | 1 - 2     | Rapid Viena            | Doosan Arena, Plzeň                     |
| 19:00                 | Holenda 71'    | Relatório | Schobesberger 13', 77' | Público: 11 691 Árbitro: ITA Luca Banti |

| 26 de novembro de 2015 | Dinamo Minsk   | 1 - 0     | Viktoria Plzeň | Borisov Arena, Barysaw                    |
| 17:00                  | Adamović 90+3' | Relatório |                | Público: 4 250 Árbitro: BIH Ognjen Valjić |

| 26 de novembro de 2015 | Villarreal  | 1 - 0     | Rapid Viena | El Madrigal, Villarreal                       |
| 21:05                  | Soriano 78' | Relatório |             | Público: 14 760 Árbitro: POL Paweł Raczkowski |

| 10 de dezembro de 2015 | Rapid Viena                      | 2 - 1     | Dinamo Minsk         | Ernst-Happel-Stadion, Viena                |
| 19:00                  | M. Hofmann 29' · Matej Jelić 59' | Relatório | Mohamed El Monir 65' | Público: 34 800 Árbitro: AZE Aliyar Ağayev |

| 10 de dezembro de 2015 | Viktoria Plzeň                             | 3 - 3     | Villarreal                                            | Doosan Arena, Plzeň                       |
| 19:00                  | Kolář 8' (pen.) · Kovařík 65' · Hořava 90' | Relatório | Bakambu 40' · Jonathan dos Santos 62' · Soriano 90+4' | Público: 10 071 Árbitro: FRA Tony Chapron |

### Grupo F
| Pos. | Seleção                | Pts | J | V | E | D | GP | GC | SG |
| ---- | ---------------------- | --- | - | - | - | - | -- | -- | -- |
| 1    | Sporting de Braga      | 13  | 6 | 4 | 1 | 1 | 7  | 4  | +3 |
| 2    | Olympique de Marseille | 12  | 6 | 4 | 0 | 2 | 12 | 7  | +5 |
| 3    | Slovan Liberec         | 7   | 6 | 2 | 1 | 3 | 6  | 8  | -2 |
| 4    | Groningen              | 2   | 6 | 0 | 2 | 4 | 2  | 8  | –6 |

|                        | OLY | BRA | SLO | GRO |
| ---------------------- | --- | --- | --- | --- |
| Olympique de Marseille | –   | 1–0 | 0–1 | 2–1 |
| Sporting de Braga      | 3–2 | –   | 2–1 | 1–0 |
| Slovan Liberec         | 2–4 | 0–1 | –   | 1–1 |
| Groningen              | 0–3 | 0–0 | 0–1 | –   |

|  |  |  |  |  |
|  |  |  |  |  |

|  |  |  |  |  |
|  |  |  |  |  |

|  |  |  |  |  |
|  |  |  |  |  |

|  |  |  |  |  |
|  |  |  |  |  |

|  |  |  |  |  |
|  |  |  |  |  |

|  |  |  |  |  |
|  |  |  |  |  |

|  |  |  |  |  |
|  |  |  |  |  |

|  |  |  |  |  |
|  |  |  |  |  |

|  |  |  |  |  |
|  |  |  |  |  |

|  |  |  |  |  |
|  |  |  |  |  |

|  |  |  |  |  |
|  |  |  |  |  |

|  |  |  |  |  |
|  |  |  |  |  |

### Grupo G
| Pos. | Seleção       | Pts | J | V | E | D | GP | GC | SG |
| ---- | ------------- | --- | - | - | - | - | -- | -- | -- |
| 1    | Lazio         | 14  | 6 | 4 | 2 | 0 | 13 | 6  | +7 |
| 2    | Saint-Étienne | 9   | 6 | 2 | 3 | 1 | 10 | 7  | +3 |
| 3    | Dnipro        | 7   | 6 | 2 | 1 | 3 | 6  | 8  | -2 |
| 4    | Rosenborg     | 2   | 6 | 0 | 2 | 4 | 4  | 12 | –8 |

|               | DNI | LAZ | SAI | ROS |
| ------------- | --- | --- | --- | --- |
| Dnipro        | –   | 1–1 | 0–1 | 3–0 |
| Lazio         | 3–1 | –   | 3–2 | 3–1 |
| Saint-Étienne | 3–0 | 1–1 | –   | 2–2 |
| Rosenborg     | 0–1 | 0–2 | 1–1 | –   |

|  |  |  |  |  |
|  |  |  |  |  |

|  |  |  |  |  |
|  |  |  |  |  |

|  |  |  |  |  |
|  |  |  |  |  |

|  |  |  |  |  |
|  |  |  |  |  |

|  |  |  |  |  |
|  |  |  |  |  |

|  |  |  |  |  |
|  |  |  |  |  |

|  |  |  |  |  |
|  |  |  |  |  |

|  |  |  |  |  |
|  |  |  |  |  |

|  |  |  |  |  |
|  |  |  |  |  |

|  |  |  |  |  |
|  |  |  |  |  |

|  |  |  |  |  |
|  |  |  |  |  |

|  |  |  |  |  |
|  |  |  |  |  |

### Grupo H
| Pos. | Seleção          | Pts | J | V | E | D | GP | GC | SG |
| ---- | ---------------- | --- | - | - | - | - | -- | -- | -- |
| 1    | Lokomotiv Moscou | 11  | 6 | 3 | 2 | 1 | 12 | 7  | +5 |
| 2    | Sporting         | 10  | 6 | 3 | 1 | 2 | 14 | 11 | +3 |
| 3    | Beşiktaş         | 9   | 6 | 2 | 3 | 0 | 6  | 3  | +3 |
| 4    | Skënderbeu Korçë | 3   | 6 | 1 | 0 | 5 | 4  | 13 | –9 |

|                  | SPO | BES | LOK | SKE |
| ---------------- | --- | --- | --- | --- |
| Sporting         | –   | 3–1 | 1–3 | 5–1 |
| Beşiktaş         | 1–1 | –   | 1–1 | 2–0 |
| Lokomotiv Moscou | 2–4 | 1–1 | –   | 2–0 |
| Skënderbeu Korçë | 3–0 | 0–1 | 0–3 | –   |

|  |  |  |  |  |
|  |  |  |  |  |

|  |  |  |  |  |
|  |  |  |  |  |

|  |  |  |  |  |
|  |  |  |  |  |

|  |  |  |  |  |
|  |  |  |  |  |

|  |  |  |  |  |
|  |  |  |  |  |

|  |  |  |  |  |
|  |  |  |  |  |

|  |  |  |  |  |
|  |  |  |  |  |

|  |  |  |  |  |
|  |  |  |  |  |

|  |  |  |  |  |
|  |  |  |  |  |

|  |  |  |  |  |
|  |  |  |  |  |

|  |  |  |  |  |
|  |  |  |  |  |

|  |  |  |  |  |
|  |  |  |  |  |

### Grupo I
| Pos. | Seleção     | Pts | J | V | E | D | GP | GC | SG |
| ---- | ----------- | --- | - | - | - | - | -- | -- | -- |
| 1    | Basel       | 11  | 6 | 4 | 1 | 1 | 10 | 5  | +5 |
| 2    | Fiorentina  | 10  | 6 | 3 | 1 | 2 | 11 | 6  | +5 |
| 3    | Lech Poznań | 5   | 6 | 1 | 2 | 3 | 2  | 6  | -4 |
| 4    | Belenenses  | 5   | 6 | 1 | 2 | 3 | 2  | 8  | -6 |

|             | BAS | FIO | LEC | BEL |
| ----------- | --- | --- | --- | --- |
| Basel       | –   | 2–2 | 2–0 | 1–2 |
| Fiorentina  | 1–2 | –   | 1–2 | 1–0 |
| Lech Poznań | 0–1 | 0–2 | –   | 0–0 |
| Belenenses  | 0–2 | 0–4 | 0–0 | –   |

| 17 de setembro de 2015 | Fiorentina | 1 - 2 | Basel |  |
| 21:05                  |            |       |       |  |

| 17 de setembro de 2015 | Lech Poznań | 0 - 0 | Belenenses |  |
| 21:05                  |             |       |            |  |

| 1 de outubro de 2015 | Belenenses | 0 - 4 | Fiorentina |  |
| 19:00                |            |       |            |  |

| 1 de outubro de 2015 | Basel | 2 - 0 | Lech Poznań |  |
| 19:00                |       |       |             |  |

| 22 de outubro de 2015 | Basel | 1 - 2 | Belenenses |  |
| 19:00                 |       |       |            |  |

| 22 de outubro de 2015 | Fiorentina | 1 - 2 | Lech Poznań |  |
| 19:00                 |            |       |             |  |

| 5 de novembro de 2015 | Belenenses | 0 -2 | Basel |  |
| 21:05                 |            |      |       |  |

| 5 de novembro de 2015 | Lech Poznań | 0 - 2 | Fiorentina |  |
| 21:05                 |             |       |            |  |

| 26 de novembro de 2015 | Basel | 2 - 2 | Fiorentina |  |
| 19:00                  |       |       |            |  |

| 26 de novembro de 2015 | Belenenses | 0 - 0 | Lech Poznań |  |
| 19:00                  |            |       |             |  |

| 10 de dezembro de 2015 | Fiorentina | 1 - 0 | Belenenses |  |
| 21:05                  |            |       |            |  |

| 10 de dezembro de 2015 | Lech Poznań | 0 - 1 | Basel |  |
| 21:05                  |             |       |       |  |

### Grupo J
| Pos. | Seleção    | Pts | J | V | E | D | GP | GC | SG |
| ---- | ---------- | --- | - | - | - | - | -- | -- | -- |
| 1    | Tottenham  | 13  | 6 | 4 | 1 | 1 | 12 | 6  | +6 |
| 2    | Anderlecht | 10  | 6 | 3 | 1 | 2 | 8  | 6  | +2 |
| 3    | Monaco     | 6   | 6 | 1 | 3 | 2 | 5  | 9  | -4 |
| 4    | Qarabağ    | 4   | 6 | 1 | 1 | 4 | 4  | 8  | -4 |

|            | TOT | AND | MON | QAR |
| ---------- | --- | --- | --- | --- |
| Tottenham  | –   | 2–1 | 4–1 | 3–1 |
| Anderlecht | 2–1 | –   | 1–1 | 2–1 |
| Monaco     | 1–1 | 0–2 | –   | 1–0 |
| Qarabağ    | 0–1 | 1–0 | 1–1 | –   |

| 17 de setembro de 2015 | Anderlecht | 1 - 1     | Monaco |  |
| 21:05                  |            | Relatório |        |  |

| 17 de setembro de 2015 | Tottenham | 3 - 1     | Qarabağ |  |
| 21:05                  |           | Relatório |         |  |

| 1 de outubro de 2015 | Qarabağ | 1 - 0     | Anderlecht |  |
| 19:00                |         | Relatório |            |  |

| 1 de outubro de 2015 | Monaco | 1 - 1     | Tottenham |  |
| 19:00                |        | Relatório |           |  |

| 22 de outubro de 2015 | Monaco | 1 - 0     | Qarabağ |  |
| 19:00                 |        | Relatório |         |  |

| 22 de outubro de 2015 | Anderlecht | 2 - 1     | Tottenham |  |
| 19:00                 |            | Relatório |           |  |

| 5 de novembro de 2015 | Qarabağ | 1 - 1     | Monaco |  |
| 17:00                 |         | Relatório |        |  |

| 5 de novembro de 2015 | Tottenham | 2 - 1     | Anderlecht |  |
| 21:05                 |           | Relatório |            |  |

| 26 de novembro de 2015 | Monaco | 0 - 2     | Anderlecht |  |
| 19:00                  |        | Relatório |            |  |

| 26 de novembro de 2015 | Qarabağ | 0 - 1     | Tottenham |  |
| 19:00                  |         | Relatório |           |  |

| 10 de dezembro de 2015 | Anderlecht | 2 - 1     | Qarabağ |  |
| 21:05                  |            | Relatório |         |  |

| 10 de dezembro de 2015 | Tottenham | 4 - 1     | Monaco |  |
| 21:05                  |           | Relatório |        |  |

### Grupo K
| Pos. | Seleção          | Pts | J | V | E | D | GP | GC | SG  |
| ---- | ---------------- | --- | - | - | - | - | -- | -- | --- |
| 1    | Schalke 04       | 14  | 6 | 4 | 2 | 0 | 15 | 3  | +12 |
| 2    | Sparta Praga     | 12  | 6 | 3 | 3 | 0 | 10 | 5  | +5  |
| 3    | Asteras Tripolis | 4   | 6 | 1 | 1 | 4 | 4  | 12 | -8  |
| 4    | APOEL            | 3   | 6 | 1 | 0 | 5 | 3  | 12 | -9  |

|                  | SCH | APO | SPA | AST |
| ---------------- | --- | --- | --- | --- |
| Schalke 04       | –   | 1–0 | 2–2 | 4–0 |
| APOEL            | 0–3 | –   | 1–3 | 2–1 |
| Sparta Praga     | 1–1 | 2–0 | –   | 1–0 |
| Asteras Tripolis | 0–4 | 2–0 | 1–1 | –   |

| 17 de setembro de 2015 | APOEL | 0 - 3     | Schalke 04 | Estádio GSP, Nicósia                      |
| 21:05                  |       | Relatório |            | Público: 13 512 Árbitro: FRA Tony Chapron |

| 17 de setembro de 2015 | Asteras Tripolis | 1 - 1     | Sparta Praga | Estádio Theodoros Kolokotronis, Trípoli      |
| 21:05                  |                  | Relatório |              | Público: 2 984 Árbitro: CRO Marijo Strahonja |

| 1 de outubro de 2015 | Sparta Praga | 2 - 0     | APOEL | Generali Arena, Praga                 |
|                      |              | Relatório |       | Público: 9 130 Árbitro: POL Paweł Gil |

| 1 de outubro de 2015 | Schalke 04 | 4 - 0     | Asteras Tripolis | Veltins-Arena, Gelsenkirchen                |
|                      |            | Relatório |                  | Público: 42 447 Árbitro: NED Pol van Boekel |

| 22 de outubro de 2015 | Schalke 04 | 2 - 2 | Sparta Praga |  |
|                       |            |       |              |  |

| 22 de outubro de 2015 | APOEL | 2 - 1 | Asteras Tripolis |  |
|                       |       |       |                  |  |

| 5 de novembro de 2015 | Sparta Praga | 1 - 1 | Schalke 04 |  |
| 21:05                 |              |       |            |  |

| 5 de novembro de 2015 | Asteras Tripolis | 2 - 0 | APOEL |  |
| 21:05                 |                  |       |       |  |

| 26 de novembro de 2015 | Schalke 04 | 1 - 0 | APOEL |  |
|                        |            |       |       |  |

| 26 de novembro de 2015 | Sparta Praga | 1 - 0 | Asteras Tripolis |  |
|                        |              |       |                  |  |

| 10 de dezembro de 2015 | APOEL | 1 - 3 | Sparta Praga |  |
| 21:05                  |       |       |              |  |

| 10 de dezembro de 2015 | Asteras Tripolis | 0 - 4 | Schalke 04 |  |
| 21:05                  |                  |       |            |  |

### Grupo L
| Pos. | Seleção         | Pts | J | V | E | D | GP | GC | SG |
| ---- | --------------- | --- | - | - | - | - | -- | -- | -- |
| 1    | Athletic Bilbao | 13  | 6 | 4 | 1 | 1 | 16 | 8  | +8 |
| 2    | Augsburg        | 9   | 6 | 3 | 0 | 3 | 12 | 11 | +1 |
| 3    | Partizan        | 9   | 6 | 3 | 0 | 3 | 10 | 14 | –4 |
| 4    | AZ Alkmaar      | 4   | 6 | 1 | 1 | 4 | 8  | 13 | -5 |

|                 | ATH | AZA | AUG | PAR |
| --------------- | --- | --- | --- | --- |
| Athletic Bilbao | –   | 2–2 | 3–1 | 5–1 |
| AZ Alkmaar      | 2–1 | –   | 0–1 | 1–2 |
| Augsburg        | 2–3 | 4–1 | –   | 1–3 |
| Partizan        | 0–2 | 3–2 | 1–3 | –   |

| 17 de setembro de 2015 | Partizan                        | 3 - 2     | AZ Alkmaar                           | Estádio Partizan, Belgrado                 |
| 21:05                  | Oumarou 11', 40' · Živković 89' | Relatório | Van der Linden 34' · Henriksen 90+3' | Público: 7 949 Árbitro: ITA Daniele Orsato |

| 17 de setembro de 2015 | Athletic Bilbao                     | 3 - 1     | Augsburg     | Estádio de San Mamés, Bilbau                      |
| 21:05                  | Aritz Aduriz 55', 66' · Susaeta 90' | Relatório | Altıntop 15' | Público: 37 838 Árbitro: RUS Vladislav Bezborodov |

| 1 de outubro de 2015 | Augsburg      | 1 - 3     | Partizan                         | SGL Arena, Augsburgo                         |
| 19:00                | Bobadilla 58' | Relatório | Živković 31', 62' · Fabrício 54' | Público: 22 948 Árbitro: ROM Alexandru Tudor |

| 1 de outubro de 2015 | AZ Alkmaar                        | 2 - 1     | Athletic Bilbao  | AFAS Stadion, Alkmaar                      |
| 19:00                | Henriksen 55' · Bóveda 65' (o.g.) | Relatório | Aritz Aduriz 75' | Público: 11 434 Árbitro: SVK Ivan Kružliak |

| 22 de outubro de 2015 | AZ Alkmaar | 0 - 1     | Augsburg       | AFAS Stadion, Alkmaar                         |
| 19:00                 |            | Relatório | Trochowski 43' | Público: 16 511 Árbitro: CZE Miroslav Zelinka |

| 22 de outubro de 2015 | Partizan | 0 -2      | Athletic Bilbao             | Estádio Partizan, Belgrado                    |
| 19:00                 |          | Relatório | Raúl García 32' · Beñat 85' | Público: 11 128 Árbitro: POL Paweł Raczkowski |

| 5 de novembro de 2015 | Augsburg                                  | 4 - 1     | AZ Alkmaar    | SGL Arena, Augsburgo                      |
| 21:05                 | Bobadilla 24', 33', 74' · Ji Dong-won 66' | Relatório | Janssen 45+1' | Público: 24 241 Árbitro: ESC Bobby Madden |

| 5 de novembro de 2015 | Athletic Bilbao                                                  | 5 - 1     | Partizan    | Estádio de San Mamés, Bilbau                     |
| 21:05                 | Williams 15', 19' · Beñat 40' · Aritz Aduriz 71' · Elustondo 81' | Relatório | Oumarou 17' | Público: 39 849 Árbitro: GRE Michael Koukoulakis |

| 26 de novembro de 2015 | AZ Alkmaar | 1 - 2     | Partizan                   | AFAS Stadion, Alkmaar                       |
| 19:00                  | Dabney 48' | Relatório | Oumarou 65' · Živković 89' | Público: 12 784 Árbitro: AUT Harald Lechner |

| 26 de novembro de 2015 | Augsburg                       | 2 - 3     | Athletic Bilbao                     | SGL Arena, Augsburgo                           |
| 19:00                  | Trochowski 41' · Bobadilla 59' | Relatório | Susaeta 10' · Aritz Aduriz 83', 86' | Público: 23 741 Árbitro: POR Artur Soares Dias |

| 10 de dezembro de 2015 | Partizan    | 1 - 3     | Augsburg                                           | Estádio Partizan, Belgrado                     |
| 21:05                  | Oumarou 11' | Relatório | Hong Jeong-ho 45+2' · Verhaegh 51' · Bobadilla 89' | Público: 14 132 Árbitro: ITA Paolo Tagliavento |

| 10 de dezembro de 2015 | Athletic Bilbao                | 2 - 2     | AZ Alkmaar                           | Estádio de San Mamés, Bilbau                |
| 21:05                  | Sola 43' · San José 47' (pen.) | Relatório | Van Overeem 26' · Saborit 88' (o.g.) | Público: 29 483 Árbitro: FRA Benoît Bastien |